# 1853 год в истории железнодорожного транспорта
1853 год в истории железнодорожного транспорта

## События
- В Индии построена первая железнодорожная линия.[1]
- В России — 1 (13) ноября открыто движение по Варшавской железной дороге от Санкт-Петербурга до Гатчины (41 верста/45 км)[2].

- В Германии — 3 октября основан первый завод компании Berliner Maschinenbau.